# Srbizacija
Srbizacija ili posrbljavanje označava kulturnu i nacionalnu asimilaciju nesrpskog stanovništva u srpsku naciju. Sastoji se u, primjerice, preuzimanju srpskih imena, srpskog jezika i srpske pravoslavne vjeroispovjesti.
Američki autor Stephen Schwartz smatra kako korijen srbizacije čini uvjerenje da su svi Hrvati, Bošnjaci, Crnogorci i Makedonci u biti Srbi.

## Pojam
Pojmovi srbiti i srbljenje prvi put spominju se u srpskom rječniku Vuka Karadžića iz 1818. godine, u značenju prihvaćanja srpstva, postajanja Srbinom.

## Srbizacija u Makedoniji
Nakon priključena vardarske Makedonije u Kraljevinu Srbiju Makedonski Narod bio je suočen s politikom prisilne srbizacije.
9. rujna 1919. godine Carigradska patrijaršija je za 800.000 franaka ustupila jurisdikciju nad pravoslavnim vjernicima vardarske Makedonije Srpskoj pravoslavnoj crkvi. Pravoslavni Makedonci, su kasnije na popisima stanovništva Kraljevine Jugoslavije prikazani kao Srbi.
Politika srbizacije uključivala je i promijenu prezimena (npr. Petrov i Popov u Petrović i Popović). Područje Makedonije je u Kraljevini Jugoslaviji nazivano „Južnom Srbijom“ (neslužbeno) ili  „Vardarskom banovinom“ (službeno).
Prema navodima Makedonskog dela, časopisa Unutrašnje makedonske revolucionarne organizacije, nakon stvaranja Kraljevine Srba, Hrvata i Slovenaca, u makedonskim školama sprovođena je sistematska politika denacionalizacije i srbizacije makedonskog stanovništva.

## Srbizacija Kosova
Po priključenju Kosova Kraljevini Srbiji (poslije Kraljevini SHS), kosovski Albanci bili su suočeni s politikom prisilne srbizacije, koja je zabranila korištenje albanskog jezika, pokrštavanju i etničkom čišćenju.

## Srbizacija Crne Gore
Još od početka 20. stoljeća velikosrbi pisali su raznorazne monografije o crnogorskim temama (država, kultura, narod; ponajviše o crnogorskim nahijama, plemenima, selima, bratstvima), pri čemu su se služili izmišljotinama neslućenih razmjera, sve radi negiranja crnogorstva i prikazivanja istih srpskim. Podrijetlo crnogorskih bratstava izvodili su od poznatih srpskih osoba, pri čemu krivotvoritelji nisu prezali ni od izmišljanja osoba. Krivotvorenje i srbiziranje crnogorske baštine su u svojim radovima sprovodili Đorđe Branković, Dositej Obradović, Jovan Rajić, Gavrilo Stefanović Venclović, Simo Milutinović, Vuk Stefanović Karadžić, Ilija Garašanin, Milorad Medaković, Dimitrija Milaković i ini. Metode kojima su se služili bile su po sličnom ili istom obrascu koje se primijenilo i na Hrvate i još neke narode: u tumačenju povijesnih izvora i književnih radova crnogorsko se jednostavno proglašavalo srpskim, ili se u povijesne tekstove ubacivalo "srpski" u tekst, odnosno, mijenjalo se riječ u tekstu koju su zamjenjivali pridjevom "srpski".
Uništavanje crnogorske povijesti sprovodilo se i uništavanjem izvornika povijesnih dokumenata, krivotvorenim "kopijama prijepisa" i "rig"-ovima podmetanim pod izvornike. Veliku ulogu u tome je imao Dušan Vuksan kojeg su kraljevske srbijanske vlasti nakon što su okupirale Crnu Goru poslale ondje za povjerenika na najodgovornije znanstveno-prosvjetne položaje. Isti je u crnogorsku povijesnu znanost podvalio podosta krivotvorina i upitnih "otkrića". Preinačivao je crnogorske dokumente i/ili dodatno dorađivao i raspačavao velikosrpske povjesničarske podvaljene krivotvorine dajući im tako "vjerodostojnost", skrivajući i mijenjajući izvore (kao što je bio Simo Milutinović) tih kopija, posrbljujući crnogorski jezik u tekstovima, tako da je primjerice u slučaju oporuke Petra Prvog u svojim "kopijama prijepisa" (ne provjeravajući izvore) napravio 150 razlika "leksičke, gramatičke, sintaktičke, sadržajne, materijalne i formalne" naravi, sve radi toga kako bi se izgubila izvornost dokumenta, odnosno da bi se posrbilo crnogorski jezik i mentalitet općenito. Težina i štetnost zahvata Dušana Vuksana je tolika da se u crnogorskim znanstvenim krugovima otvoreno postavljaju zahtjevi za znanstveno preispitivanje svih njegovih "svjedočanstava". Zahtjevi idu dotle da se znanstveno preispita tradicionalna crnogorska povijesna znanost i ponovno utvrde činjenice, a radi postavljanja pravilnih zaključaka, sinteza i objašnjenja na točnim osnovama, jer je tradicionalna crnogorska povijesna znanost velikim dijelom bila građena na postavkama Dušana Vuksana koji je dugo, i u današnjici, nekritički prikazivan kao velikan crnogorske povjesnice.

## Srbizacija Vlaha
Srpski povjesničar Ilarion Ruvarac spominje posrbljene Vlahe u Srbiji krajem 19. i početkom 20. stoljeća. Engleski povjesničar Noel Malcolm smatra kako su tijekom povijesti brojni Vlasi Bosne i Hercegovine asimilirani u srpsku populaciju putem pripadnosti srpskoj pravoslavnoj crkvi.
U današnje vrijeme, pojedini predstavnici Vlaha, koji se na svom jeziku nazivaju Rumâni (Rumanji), ne prihvaćaju naziv Vlasi, tvrdeći da su svi oni Rumunji koji su u Timočkoj krajini izloženi "nečuvenoj asimilaciji i srbizaciji". Međutim, drugi predstavnici Vlaha opovrgavaju ovakve tvrdnje, naglašavajući vlašku autentičnost i smatrajući kako je svrstavanje Vlaha u Rumunje zapravo pokušaj rumunjizacije.

## Poznate dragovoljno posrbljene osobe
- Petar Ičko (oko 1775. – 1808.), srpski i osmanski diplomat bugarskog ili cincarskog podrijetla.[14]
- Jovan Sterija Popović (1806. – 1856.), srpski književnik aromunskog (cincarskog) podrijetla.[15]
- Branislav Nušić (rođen kao Alkibijad Nuša; aromunski: Alchiviadi al Nusha) pisac aromunskog podrijetla.[15]
- Nikola Pašić, političar bugarskog ili aromunskog[15] podrijetla.
- Đorđe Vajfert (rođen kao Georg Weifert), srbijanski i jugoslavenski industrijalac njemačkog podrijetla.
- Pavle Jurišić Šturm (rođen kao Paulus Eugen Sturm), general, lužičko-srpkog podrijetla.
- Emir Kusturica, redatelj bošnjačkog podrijetla, koji se pokrstio i uzeo srpsko ime Nemanja.
- Ivo Andrić, književnik i diplomat hrvatskog podrijetla.
- Meša Selimović, književnik bošnjačkog podrijetla.